# Stiel-Eiche Quohrener Straße

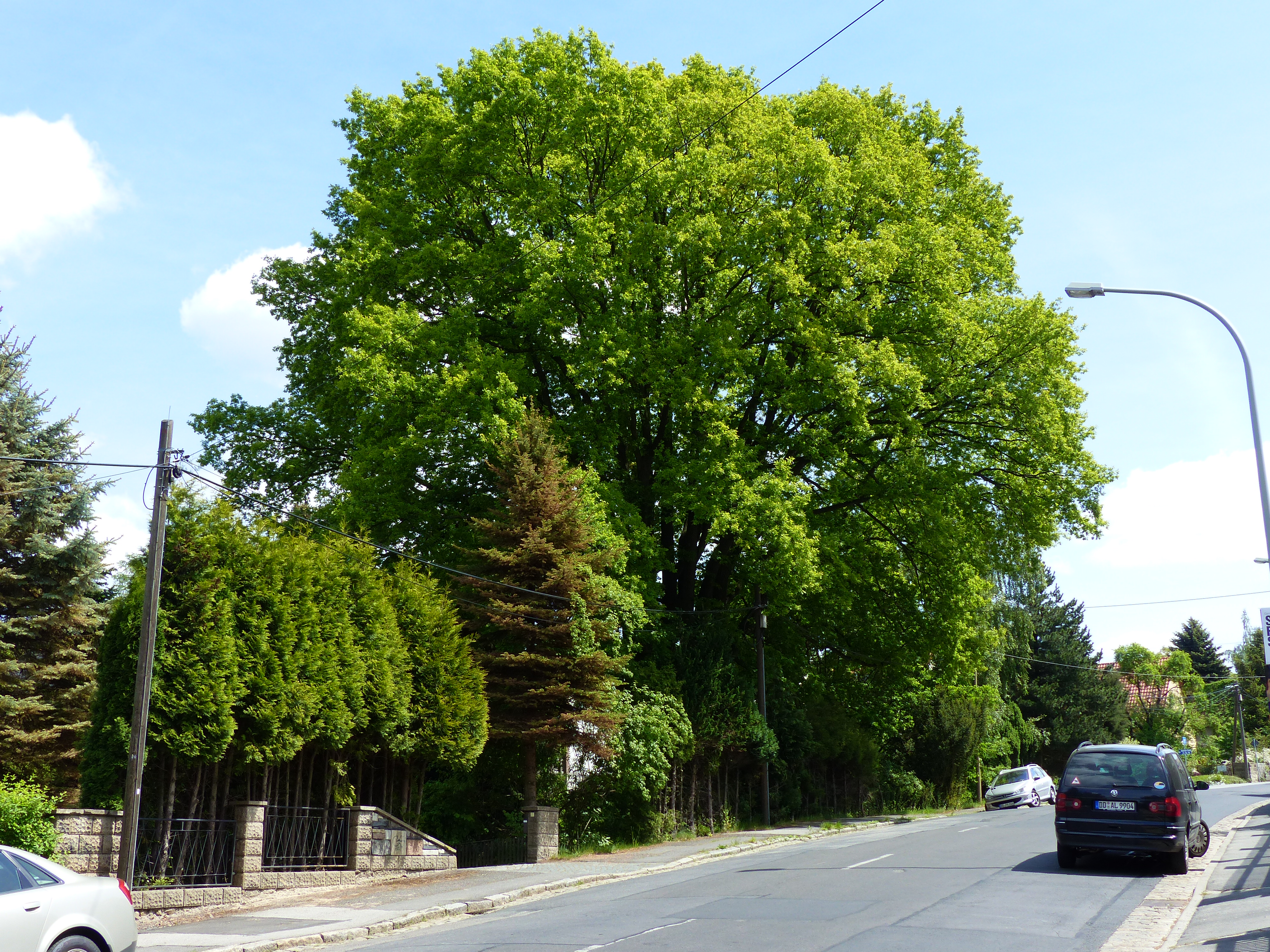
Stiel-Eiche Quohrener Straße

Die Stiel-Eiche Quohrener Straße ist ein Naturdenkmal im Dresdner Stadtteil Bühlau. Die offizielle Schreibweise mit Bindestrich folgt laut amtlicher Verordnung der botanischen Literatur, jedoch ist in einigen Verzeichnissen auch die Schreibung Stieleiche, also ohne Bindestrich, aufgeführt.

## Beschreibung
Die Stieleiche befindet sich auf dem ehemaligen Bühlauer Dorfanger. Wegen ihrer „besonderen Ausprägung und Eigenart“, der „stadtbildprägenden Wirkung“ und aus „gehölzkundlichen Gründen“ wurde der Baum 1999 als Naturdenkmal unter Schutz gestellt. Im Jahr der Unterschutzstellung wurde die Höhe der Eiche mit ca. 25 Metern angegeben, der Kronendurchmesser mit etwa 28 Metern, der Stamm wies in 1 Meter Höhe einen Durchmesser von 1,26 Meter und einen Umfang von 3,95 Meter auf. Das Alter der Eiche wurde 2008 auf etwa 140 Jahre geschätzt.
Wenige Meter südöstlich des Baumes entspringt der Quohrener Abzugsgraben.